# Castles Made of Sand
Pistes de Axis: Bold as Love
You Got Me Floatin'
(8) She's so Fine
(10)
Castles Made of Sand est une chanson écrite par Jimi Hendrix et enregistrée avec son groupe, The Jimi Hendrix Experience. Elle figure sur le deuxième album du groupe, Axis: Bold as Love, sorti en 1967.
Dans cette chanson, Jimi Hendrix démontre également ses talents d'auteur en nous offrant un texte splendide. Elle est connue pour comporter un solo de guitare inversée

## Enregistrement
The Jimi Hendrix Experience a commencé et terminé l'enregistrement de Castles Made of Sand aux Studios Olympic à Londres le 29 octobre 1967, avant-dernier jour d'enregistrement d'Axis: Bold as Love sur lequel les chansons Up from the Skies, Bold as Love, One Rainy Wish et EXP ont également été achevés. Comme pour le reste de l'album, Castles Made of Sand a été produit par Chas Chandler et conçu par Eddie Kramer, et a été mixé à Olympic le 31 octobre.

## Analyse artistique
Le texte de cette chanson raconte trois histoires différentes, mais toutes rattachées aux fatalités de la vie : 
- Le premier couplet raconte l'histoire d'un homme que sa copine met à la porte car il est alcoolique.
- Le second parle d'un petit indien qui rêve de devenir un chef de guerre. Il se fait finalement tuer pendant la nuit qui précède sa première bataille.
- Le troisième couplet arrive après le solo de « reverse guitar ». On y entend l'histoire d'une jeune fille paralysée et muette. Alors qu'elle va se donner la mort, elle parvient à sauter du bord de la falaise en criant.

Le refrain dit « ... et les châteaux de sable tombent dans la mer... » ce qui signifie que rien n'est éternel. Au Maroc, une légende affirme que le titre aurait été inspiré à Hendrix par les ruines du Bordj el Baroud près d'Essaouira... qu'il ne visite que deux ans après la sortie de l'album.

En écrivant la biographie de Hendrix Jimi Hendrix: Electric Gypsy, les auteurs Harry Shapiro et Caesar Glebbeek résument Castles Made of Sand comme « une réflexion très observée sur les ironies amères de la vie ». S'adressant aux paroles de la chanson, Shapiro et Glebbeek discutent de l'importance du sable dans le morceau en tant que métaphore "de la nature temporaire de l'existence, du temps qui s'écoule, comment rien ne peut être tenu pour acquis - amour, loyauté, famille liens, [et] l'amitié". On prétend que Castles Made of Sand est l'une des chansons les plus manifestement biographiques d'Hendrix, qui aurait été écrite sur son enfance incertaine et transitionnelle impliquant "différentes maisons, différentes écoles, différentes carrières et une mère qui était ici une minute et a disparu juste après". Le frère d'Hendrix, Leon Hendrix, a commenté que les paroles faisaient allusion à l'alcoolisme de leur père, Léon étant emmené si soudainement par les services de protection de l'enfance de façon inopiné, et la relation abusive entre leurs parents (ou des histoires racontées par leur grand-mère, qui était à moitié Cherokee). L'écrivain Tom Maginn pour AllMusic décrit la livraison lyrique de la chanson :

« Chaque couplet contient des descriptions séparées des déceptions universelles... Tout n'est pas perdu, cependant, car dans le dernier couplet une fille suicidaire qui est "paralysée à vie", déplaçant son fauteuil roulant vers le rivage, est sauvée par une sorte d'épiphanie optimiste. .. Le groupe abandonne alors que Hendrix prononce [les] lignes finales, sa voix et sa guitare ondulante virevoltant et faisant écho dans les cieux. »

Musicalement, "La chanson commence par une guitare superposée à l'envers, alors que Hendrix installe son son de guitare propre et caractéristique", établissant une comparaison avec le morceau Little Wing d'Axis: Bold as Love. Selon Maginnis, "La guitare enregistrée à l'envers ... [crée] une atmosphère de rêve et [donne] à la chanson son caractère distinctif", avec les autres membres du groupe Mitch Mitchell et Noel Redding fournissant un "groove décontracté" avec un "jeu de batterie mid-tempo" et une "ligne de basse concise". De même, Chris Jones de la BBC note également la "signature à l'envers de la guitare" dans la chanson.

## Réception
Écrivant une critique cinq étoiles de l'album pour Allmusic, Cub Koda a cité Castles Made of Sand, ainsi que Little Wing, One Rainy Wish et Bold as Love, comme preuve de la "croissance remarquable de Jimi Hendrix et de la profondeur en tant qu'accordeur, alliant la guitare soul de Curtis Mayfield à l'imagerie lyrique dylanesque et à l'hyperactivité de Fuzz Face pour produire une autre facette de sa grande vision musicale psychédélique, la décrivant comme une "belle ballade mélancolique". Parlant spécifiquement du morceau, Tom Maginnis, commentateur d'Allmusic, cite Castles Made of Sand comme preuve que, en écrivant du matériel pour le deuxième album de The Experience, "Hendrix [devenait] un auteur-compositeur de profondeur, tout en n'ayant pas peur d'utiliser les dernières technologie de studio à sa disposition".

## Reprises
Un enregistrement live du groupe de funk rock Red Hot Chili Peppers est inclus en tant que face B du single Taste the Pain en 1989 et plus tard de la compilation Out in L.A. en 1994. Tom Maginnis d'AllMusic l'appelle un "hommage largement fidèle où le guitariste John Frusciante montre une influence Hendrix considérable". Le groupe a également enregistré une autre version, qui est présente dans les titres bonus exclusifs à la version iTunes de l'album Blood Sugar Sex Magik.
Les autres artistes qui ont enregistré la chanson incluent Tuck & Patti en 1989, le musicien électronique Four Tet en 2004 et l'artiste de R&B Chaka Khan en 2007.